# Coenotephria abstersaria
Coenotephria abstersaria är en fjärilsart som beskrevs av Herrich-Schäffer 1845. Coenotephria abstersaria ingår i släktet Coenotephria och familjen mätare. Inga underarter finns listade i Catalogue of Life.